# نرمن رادوی
نرمن رادوی (انگلیسی: Norman Rodway; ۷ فوریهٔ ۱۹۲۹ – ۱۳ مارس ۲۰۰۱) بازیگر، و بازیگر تلویزیون اهل جمهوری ایرلند بود.
از فیلم‌ها یا برنامه‌های تلویزیونی که وی در آن نقش داشته‌است می‌توان به ناقوس‌های نیمه‌شب اشاره کرد.